# يارمن
يارمن (بالألمانية: Jarmen) هي مدينة و بلدة ألمانية تقع في ألمانيا في مكلنبورغ فوربومرن. يقدر عدد سكانها بـ 3,418 نسمة .

## معرض صور

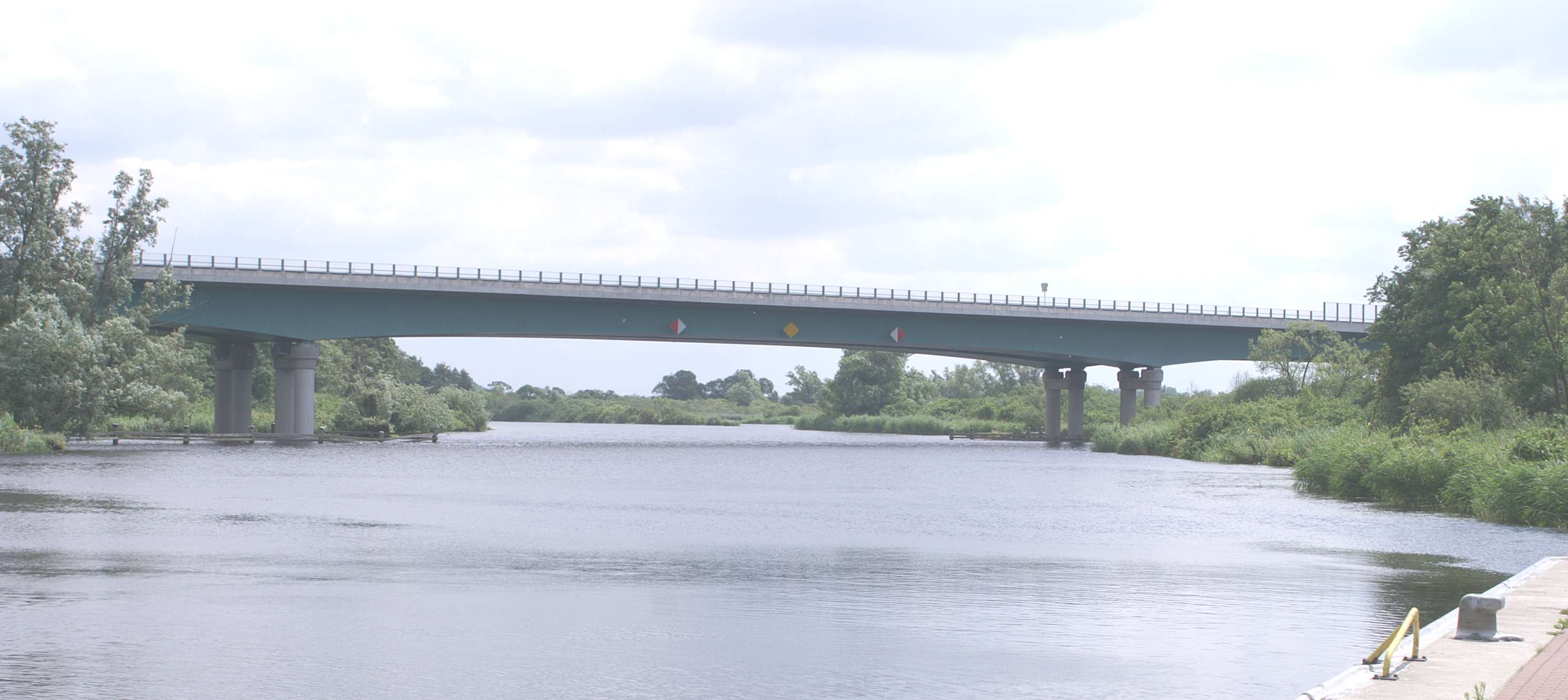
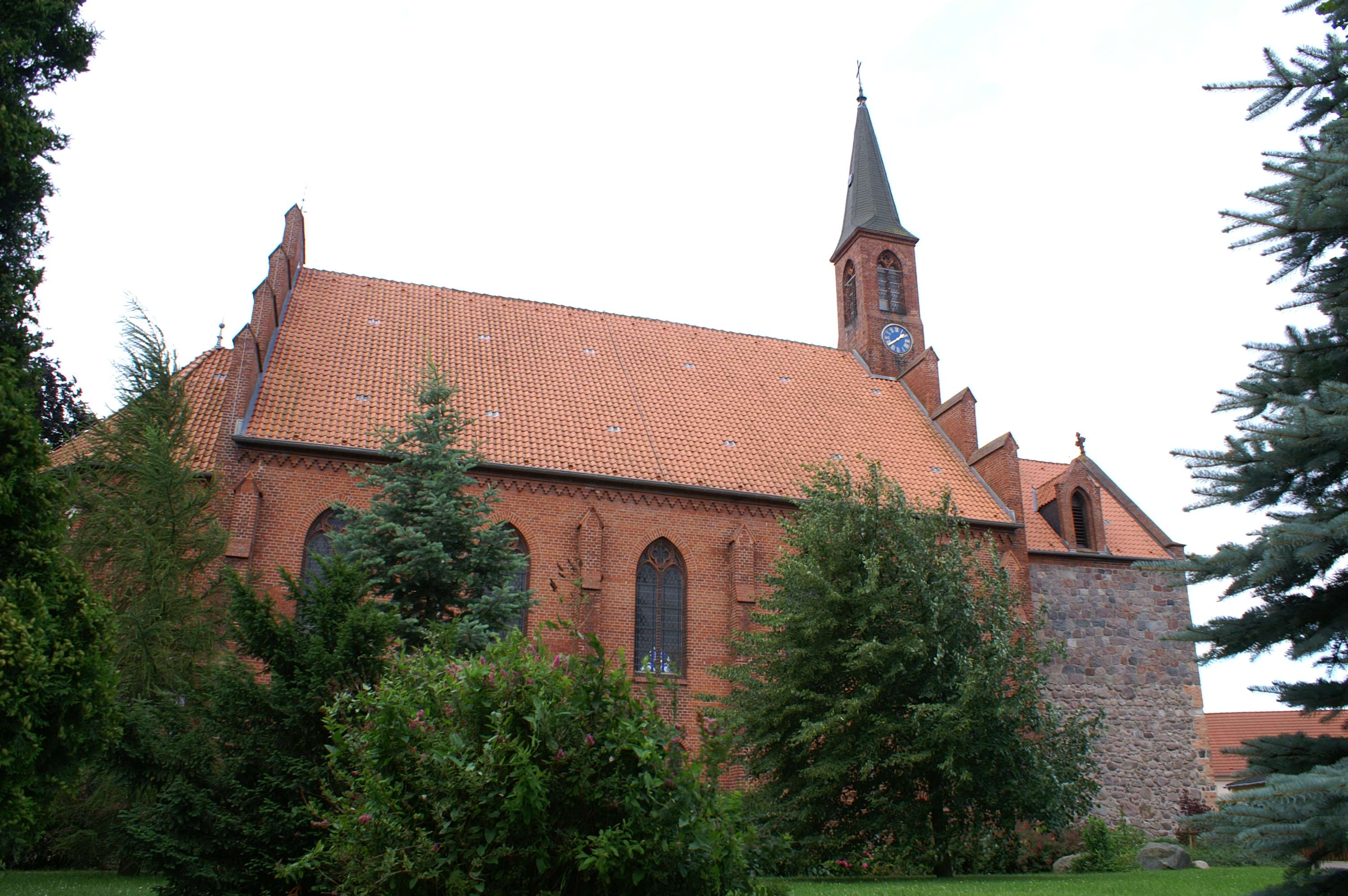
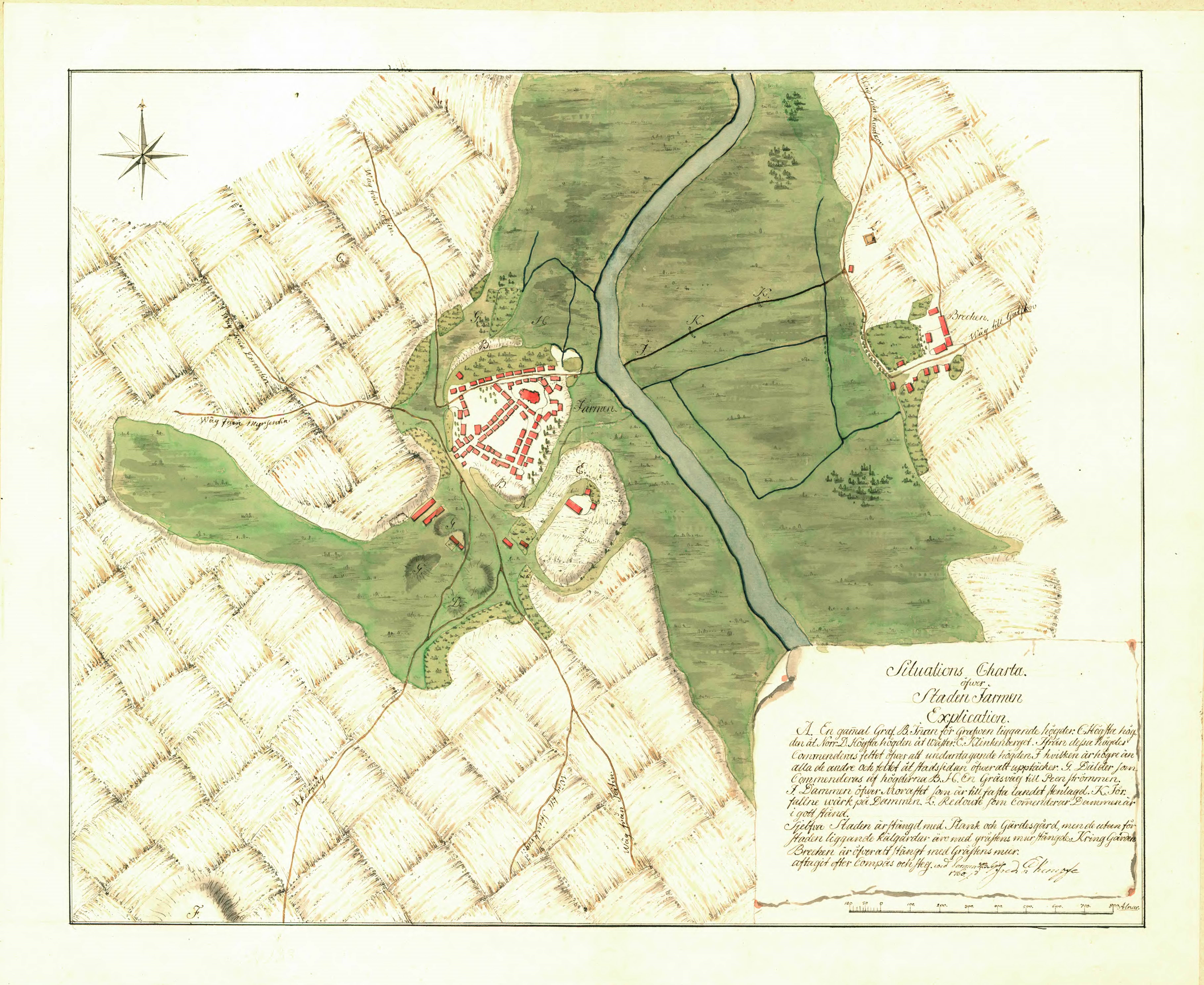
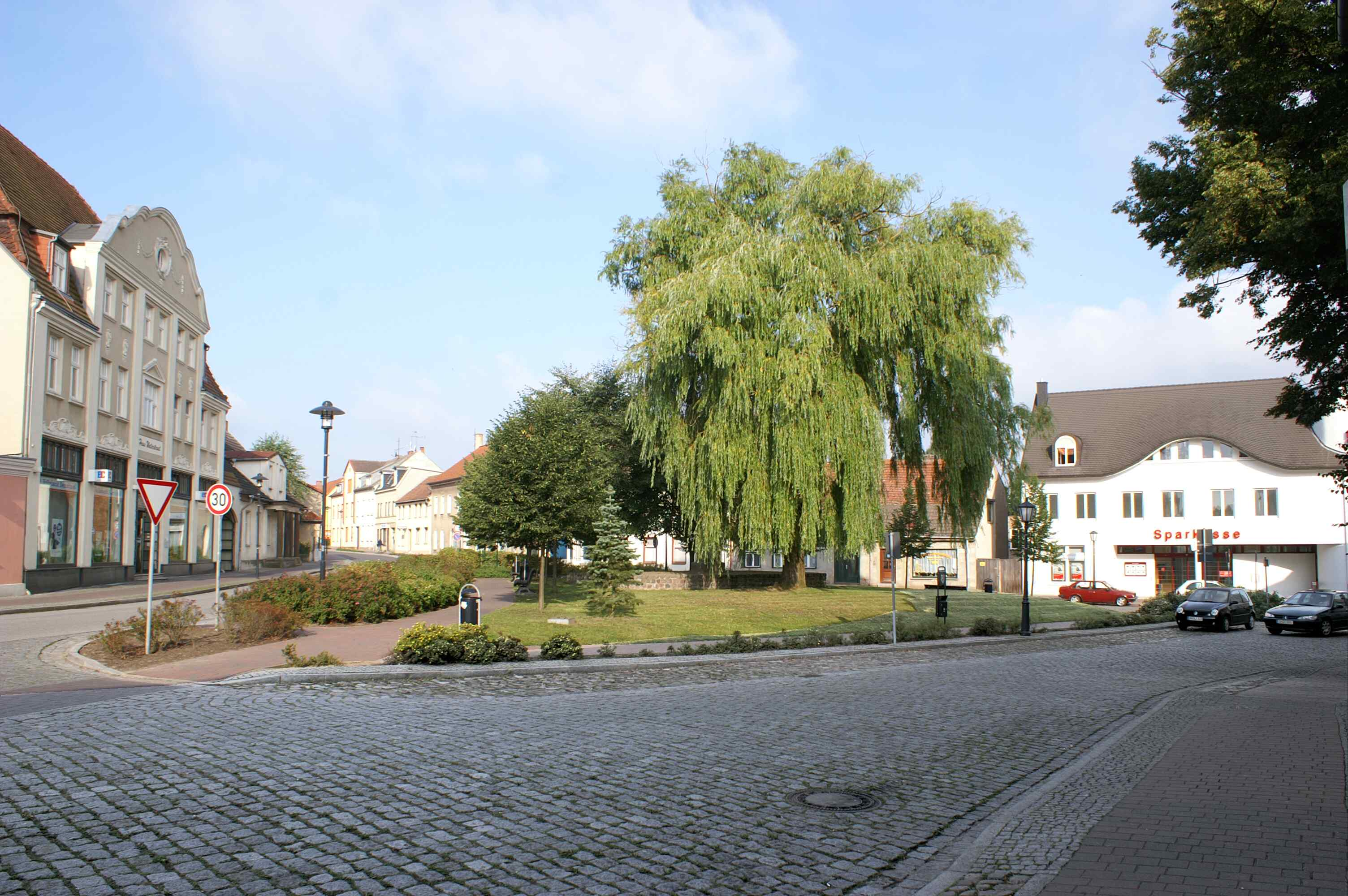